# Lorenzo Campeggio
Lorenzo Campeggio (Milán, 7 de noviembre de 1474 - Roma, 25 de julio de 1539) fue un jurista, eclesiástico y diplomático italiano. 

## Vida

### Primeros años
Nacido en el seno de un ilustre familia de Bolonia en la que destacaron varios prominentes doctores en leyes y prelados, fue el primogénito de los cinco hijos del prestigioso abogado Giovanni Zaccaria Campeggio y de su esposa Dorotea di Tommaso Tebaldi. 
Profesor de derecho fue su abuelo Bartolomeo, que exiliado de Bolonia por sus simpatías hacia los Canetoli se refugió en Mantua bajo la protección del marqués Ludovico Gonzaga; doctor en leyes, protonotario apostólico y obispo de Parenzo fue su tío Girolamo; de sus hermanos, Tommaso fue profesor de derecho, nuncio de Adriano VI y Paulo III y regente de la Cancillería Papal, y Marco Antonio, obispo de Grosseto.

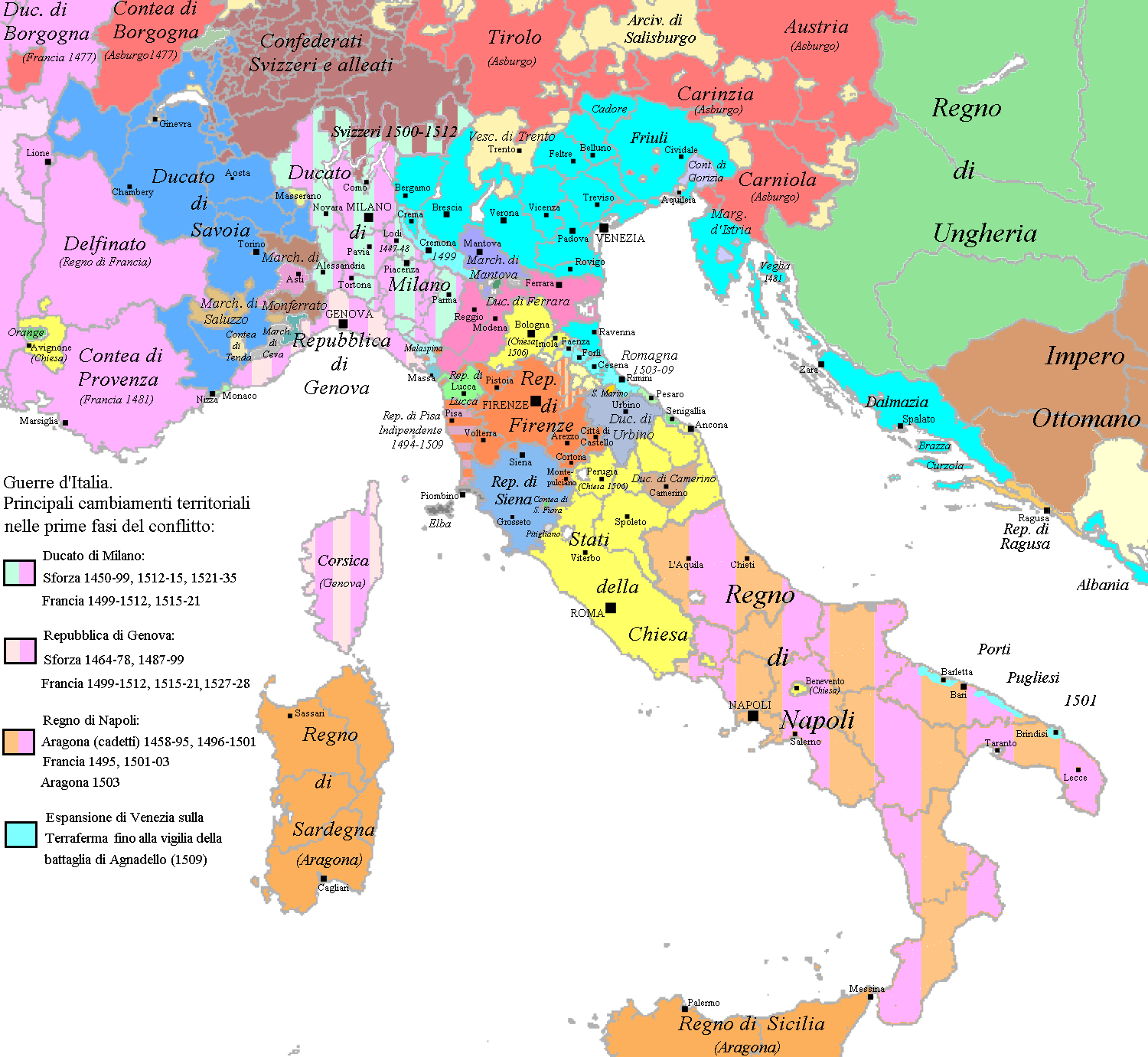
Italia en 1495-1535.

Fue estudiante, y posteriormente profesor de derecho civil y canónico en la universidad de Padua y desde 1500 catedrático en la de Bolonia, tenido por «uno de los más doctos canonistas de su tiempo».
Ese mismo año contrajo matrimonio con Francesca Guastavillani, de quien tendría cinco hijos: Laudomia, Alessandro, Ridolfo, Giovanni Battista y Leonora. 
En Italia se vivían por aquellas fechas tiempos de cambio, tan revueltos en lo político como florecientes en lo intelectual. En pleno Renacimiento italiano, la península itálica era un pandemónium de reinos, repúblicas, principados y ciudades-estado inmersos en las guerras italianas, en las que también estaban involucrados casi todos los países de Europa Occidental. A la guerra de 1494, en la que Carlos VIII de Francia había intentado infructuosamente conquistar el Reino de Nápoles y el Ducado de Milán, siguió la de 1499, en la que su sucesor Luis XII había expulsado a los Sforza del Milanesado, mientras los Borgia ocupaban la Romaña; en la de 1501 España había tomado Nápoles venciendo a Francia, y en 1508 la República de Venecia tuvo que encarar una coalición formada por Francia, el Papado, España y el Sacro Imperio que pronto se desharía en enfrentamientos internos, mientras el Imperio otomano amenazaba a todos en el Mediterráneo. 

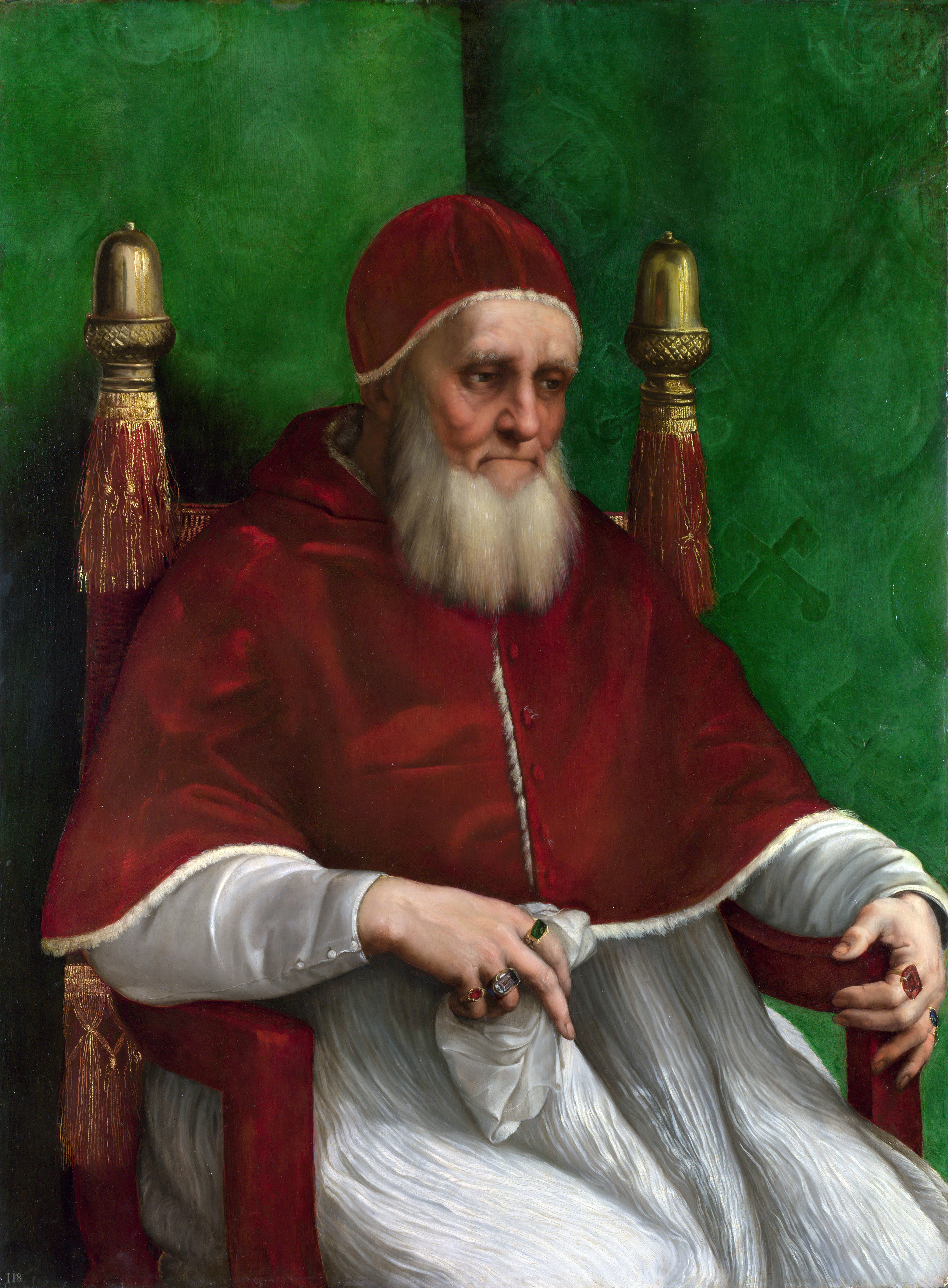
Julio II.

Tras quedar viudo en 1509, Campeggio decidió tomar el estado eclesiástico. Favorecido por Julio II, a quien su familia había apoyado en sus confrontaciones con la ciudad de Bolonia, dos años después fue nombrado auditor del Tribunal de la Rota, aunque ocupó el puesto durante solo unos meses, pues pronto el papa le confió la primera misión de la que sería una intensa carrera diplomática.

### El concilio de Pisa
En 1511 los cardenales Bernardino López de Carvajal y Sande, Francisco de Borja, Guillaume Briçonnet, René de Prie y Federico Sanseverino, con el apoyo de Luis XII de Francia y Maximiliano I de Habsburgo convocaron un concilio en Pisa con el fin de deponer al papa; este reaccionó convocando otro para abril del año siguiente en Roma, y Campeggio fue enviado en calidad de nuncio ante el emperador Maximiliano con la misión de convencerle para que sus delegados no asistieran al concilio de Pisa sino al Concilio de Letrán V, como así sucedió. Fue por estas fechas que falleció su padre, refugiado en Mantua tras haber salido huyendo de los Bentivoglio boloñeses.
De regreso en Roma el papa premió el éxito de su gestión diplomática concediéndole el obispado de Feltre, al mismo tiempo que le encargaba junto a su hermano Tommaso una nueva misión sobre el mismo asunto, esta vez en Milán ante el duque Maximiliano Sforza. Allí se encontraba cuando murió Julio II y fue coronado papa León X, quien tras confirmarle en la nunciatura le encargó la administración apostólica de Parma y Piacenza. 

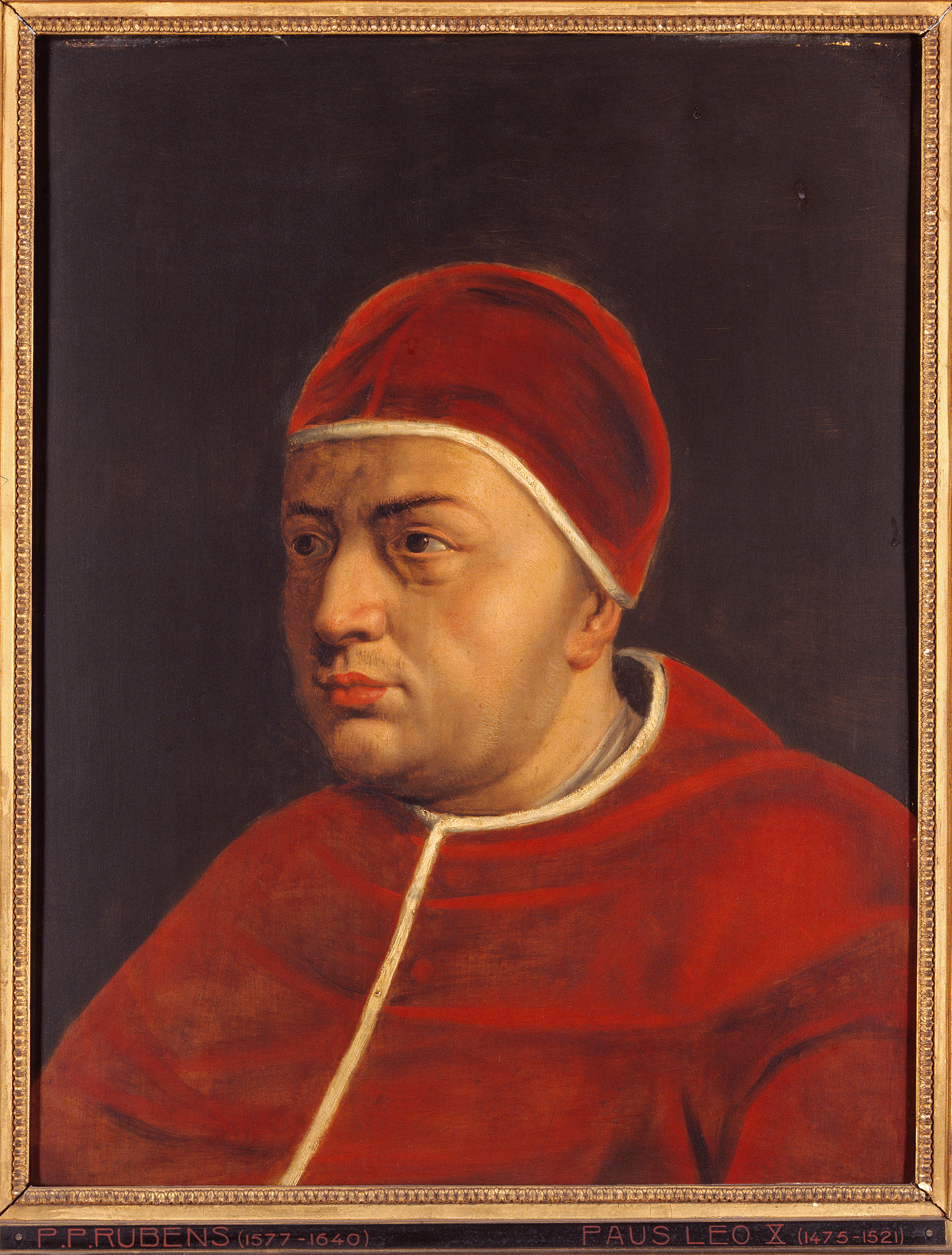
León X.

### Nuncio en Alemania
En 1513 regresó a Alemania, esta vez con el encargo de conseguir ajustar la paz entre el Sacro Imperio Romano Germánico y la República de Venecia; le llevó cuatro años vencer las dificultades de la empresa, al cabo de los cuales, ganada la confianza del emperador Maximiliano, este le recomendó al papa para su elevación al cardenalato.
Fue creado cardenal en el consistorio celebrado el 1 de julio de 1517, recibiendo el capelo y el título de San Tommaso in Parione, y nombrado conde palatino y cardenal protector del Sacro Imperio.

### El tratado de Londres
En abril del año siguiente partió de Roma con una nueva misión: León X intentaba conseguir una "Pax christiana", una tregua temporal entre todos los estados cristianos que permitiera formar una gran alianza a manera de cruzada contra el Imperio Otomano, y Campeggio fue enviado a Inglaterra para conseguir el apoyo del rey Enrique VIII, aunque aquí no tuvo tanta suerte como en sus anteriores viajes: las intrigas del canciller inglés Thomas Wolsey, envidioso de sus atribuciones, le mantuvieron retenido durante tres meses en Calais sin poder cruzar el canal de la Mancha; cuando consiguió pasar a las islas, encontró a los ingleses más interesados en firmar una paz con la cercana Francia que en aliarse con el lejano peligro turco. El tratado de paz universal firmado en Londres ese año fue poco más que una efímera alianza anglo-francesa a la que las demás potencias europeas fueron invitadas a adherirse, y en la que la unidad contra los turcos quedó relegada a casi nada.
Satisfecho con su gestión, antes de abandonar Inglaterra el rey le concedió la futura de la diócesis de Salisbury, por aquel entonces bajo el gobierno del obispo Edmund Audley, y el Palazzo Torlonia de Roma, obra de Bramante, que sería su residencia durante sus estancias en la urbe.

### Estancia en Roma

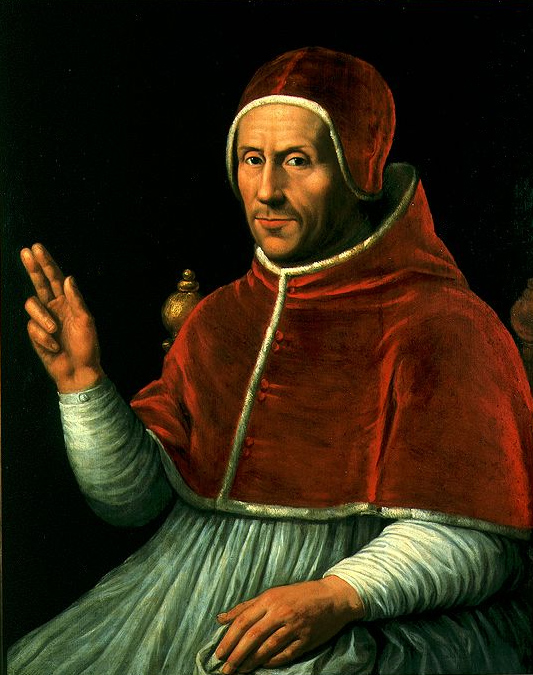
Adriano VI.

De regreso en Roma, optó por el título de Santa Anastasia y fue nombrado prefecto del Tribunal Supremo de la Signatura Apostólica a finales de 1519.
Tras la muerte de León X, participó en el cónclave de 1521-22 en que fue elegido papa Adriano VI. Durante el pontificado de este, presentó un ambicioso plan para la prevención de los abusos en la Iglesia, señalando a la Curia romana como principal fuente de todos sus males, proponiendo recortar las competencias de la Dataría y la concesión de beneficios, criticando la supeditación de los derechos eclesiásticos a los seculares y la venta indiscriminada de indulgencias para la construcción de la Basílica de San Pedro; también abogó por la promoción de la paz entre el Sacro Imperio y Francia para conseguir una alianza antiturca, y por la aplicación estricta del Edicto de Worms en el que se condenaba la herejía de Martín Lutero. Sin embargo no tuvo tiempo de poner en ejecución sus intentos de reforma: muerto Adriano VI, en noviembre de 1523 intervino en el cónclave en que fue elegido papa Clemente VII, en diciembre se le confirió el obispado de Bolonia, y en enero del año siguiente se le encargó una nueva misión.

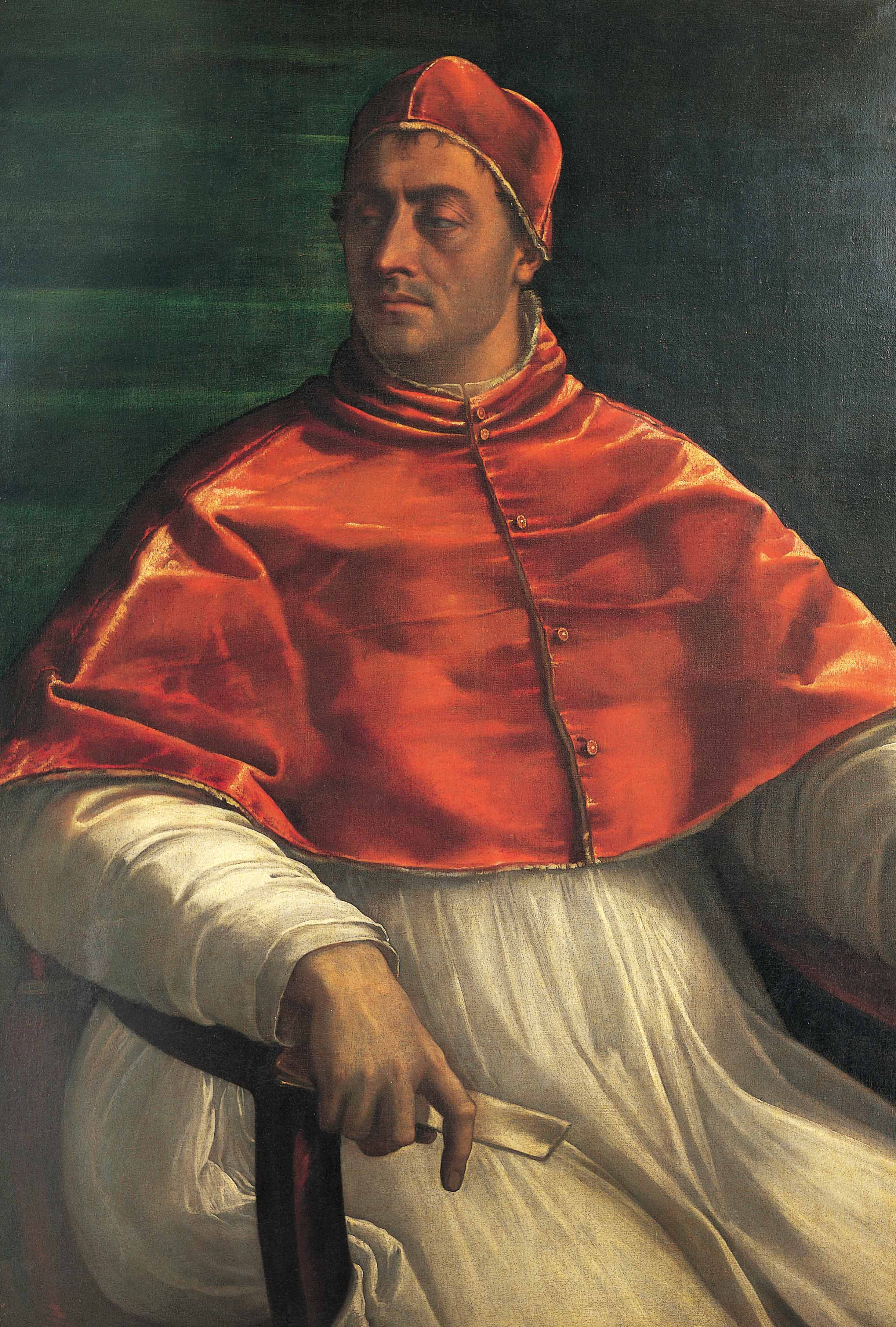
Clemente VII.

### La Dieta de Núremberg
Fue enviado como legado nuevamente a Alemania. El norte de Europa no era ya el mismo que Campeggio había conocido años atrás: las tesis de Lutero se habían difundido rápidamente por Alemania gracias a la imprenta, iniciando lo que más tarde se conocería como la Reforma Protestante. 
Campeggio fue abucheado por la población a su paso por Augsburgo y obligado a dispensar la ceremonia de la entrada pública en Núremberg.
Su intervención en la Dieta de Núremberg consiguió la promesa de ayuda del emperador Carlos para combatir el luteranismo; la dieta de Ratisbona celebrada con el archiduque Fernando y los duques de Baviera prometía, pero era necesaria una reforma de mayor calado para combatir la herejía. La posibilidad de una solución pacífica vino a complicarse con la guerra de los campesinos alemanes, el escaso fruto de sus esfuerzos no era lo que se esperaba en la Santa Sede, y el papa lo llamó de regreso a Roma, adonde llegó en octubre de 1525. Dos meses después renunció al obispado de Bolonia en favor de su hijo Alessandro.

### Legado en Roma
En 1527, cuando las fuerzas imperiales bajo el mando de Carlos de Borbón saquearon Roma, Campeggio se refugió en el castillo de Sant'Angelo con el papa Clemente y su séquito; cuando este consiguió salir y marchar a Orvieto y Viterbo, permaneció en la ciudad como legado papal, teniendo una participación importante en las gestiones llevadas a cabo para la devolución de la ciudad a los Estados Pontificios. 

### Nueva legación en Inglaterra
En abril de 1528 optó por el título de Santa Maria in Trastevere, y en el verano partió nuevamente hacia Inglaterra con un espinoso asunto: el rey Enrique VIII deseaba el divorcio de su mujer Catalina de Aragón, tía del emperador Carlos V, y el papa intuía que si el divorcio llegaba a hacerse efectivo el emperador se sentiría agraviado, y si no, el ofendido sería el rey inglés. Aquejado de gota, Campeggio llegó a Londres con instrucciones de prolongar el proceso el mayor tiempo posible, con la esperanza de que se produjera una reconciliación en el matrimonio; al contrario, ambos contrayentes se cerraron en sus respectivas posturas, y la parsimonia del cardenal, exasperando al inglés, motivó su regreso a Ialia en octubre de 1529 sin haber dado solución al conflicto, que fue transferido al Tribunal de la Rota.

### La Dieta de Augsburgo
Tras asistir a la coronación de Carlos V como emperador del Sacro Imperio Romano Germánico en la Basílica de San Petronio de Bolonia en febrero de 1530, fue nombrado legado en Alemania para participar en la Dieta de Augsburgo con instrucciones terminantes del papa, que coincidían con sus propias convicciones: someter o eliminar la herejía luterana. 
Incapaz de impedir que el emperador mantuviera su promesa de escuchar a los representantes de otras confesiones religiosas, los representantes de la iglesia católica contrapusieron la Confutatio Pontificia a la Confessio Augustana presentada por el protestante Philipp Melanchthon, pero la formación de la Liga de Esmalcalda formada por varios príncipes alemanes, augurando la guerra en el imperio con la amenaza otomana como telón de fondo, llevó al emperador a firmar la Paz de Núremberg sin una prohibición expresa del protestantismo.
En esta época le fue concedida la administración de la diócesis de Huesca y Jaca, que mantuvo entre septiembre de 1530 y 1532;la de Mallorca, que rechazó en beneficio de su hijo Giovanni Battista, quien la gobernó hasta 1558; 
la de Parenzo, de la que hizo renuncia en 1537 en favor de su sobrino Giovanni y 
la de Creta, que mantuvo entre 1534 y 1536.

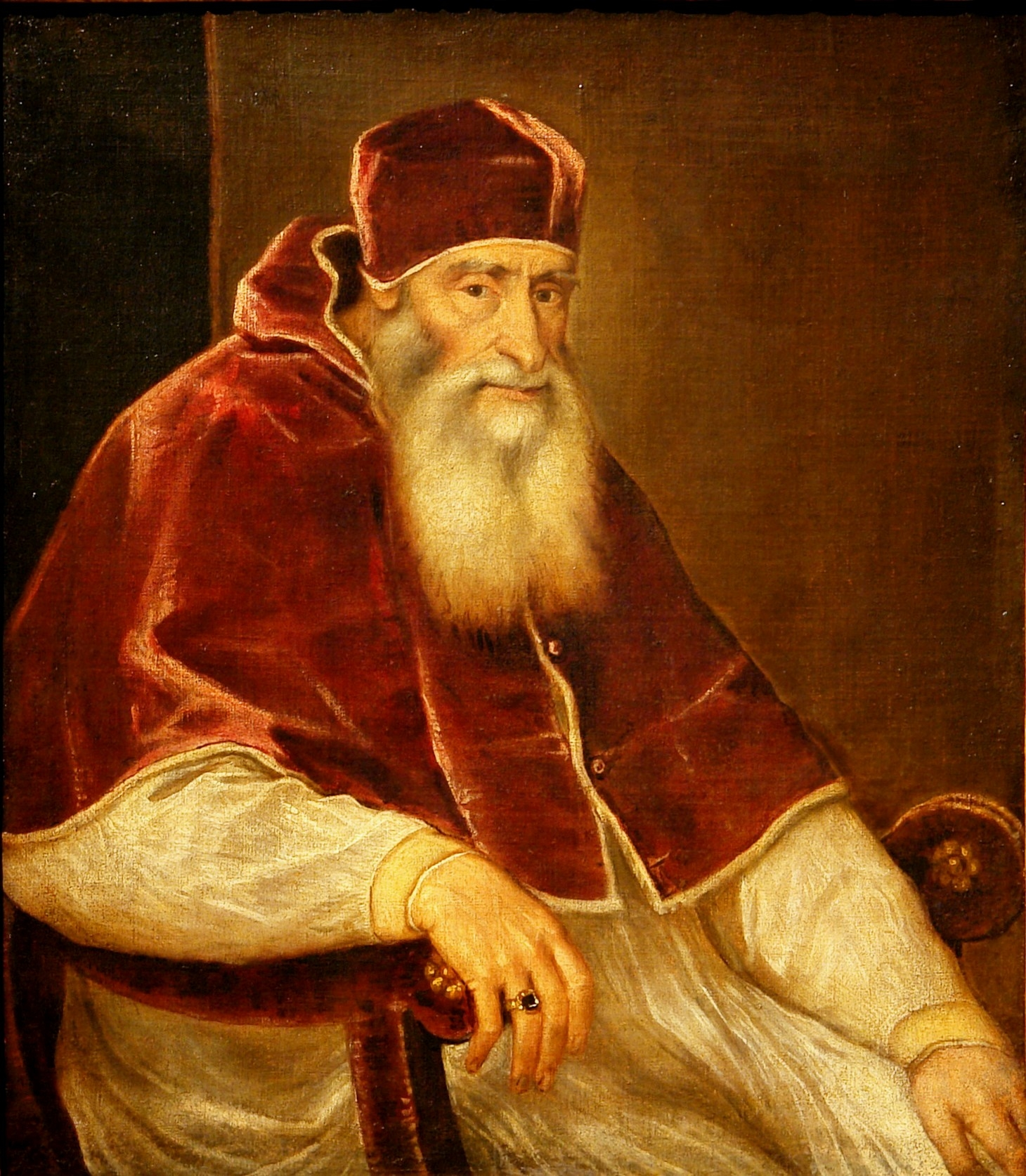
Paulo III.

### Últimos años
Tras la muerte del papa Clemente, intervino en el cónclave de 1534 en que resultó elegido Paulo III. Junto a los cardenales Giacomo Simonetta y Girolamo Aleandro fue designado legado en el concilio general convocado en Vicenza, que fue postergado y posteriormente suspendido debido a la firma de la Tregua de Niza. Este mismo año optó por el orden de los cardenales obispos, recibiendo el título de Albano, que en 1535 cambió por el de Palestrina y en 1537 por el de Sabina.

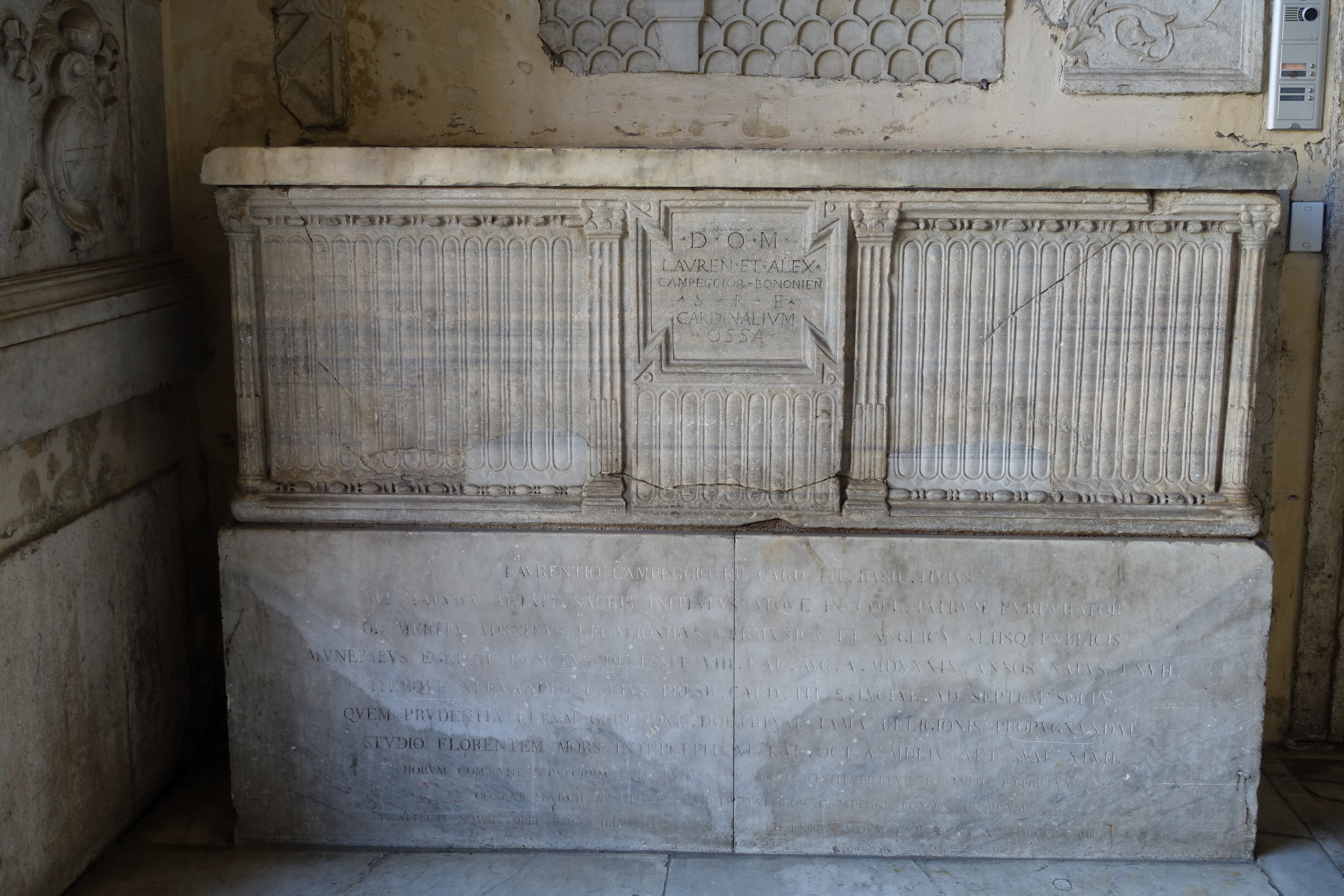
Su sepultura en Santa María en Trastevere.

Fallecido de disentería en Roma en 1539 a los 65 años de edad, fue sepultado en la Basílica de Santa María en Trastevere.
| LAVRENTII TITVLI S. MARIÆ TRANSTYBERIM PATRIS: ET ALEXANDRI S. LVCIÆ IN SILICE FILII EX LEGITIMO MATRIMONIO ANTE SACERDOTIVM SVSCEPTI EX NOBILI CAMPEGIORVM BONONIENSIVM FAMILIA S.R.E. CARDINALIVM OSSA EX EMINENTI LOCO ANNO SALVTIS MDLXXI HVC TRANSLATA IN VNVM REQVIESCVNT. |

| Predecesor: Diego de Cabrera | Obispo de Huesca 1530 - 1532 | Sucesor: Jerónimo Doria |